# Vát
Vát là một thị trấn thuộc hạt Vas, Hungary. Thị trấn này có diện tích 23,27 km², dân số năm 2010 là 677 người, mật độ 29 người/km².